# 아기 신발 팝니다. 신어 본 적은 없어요

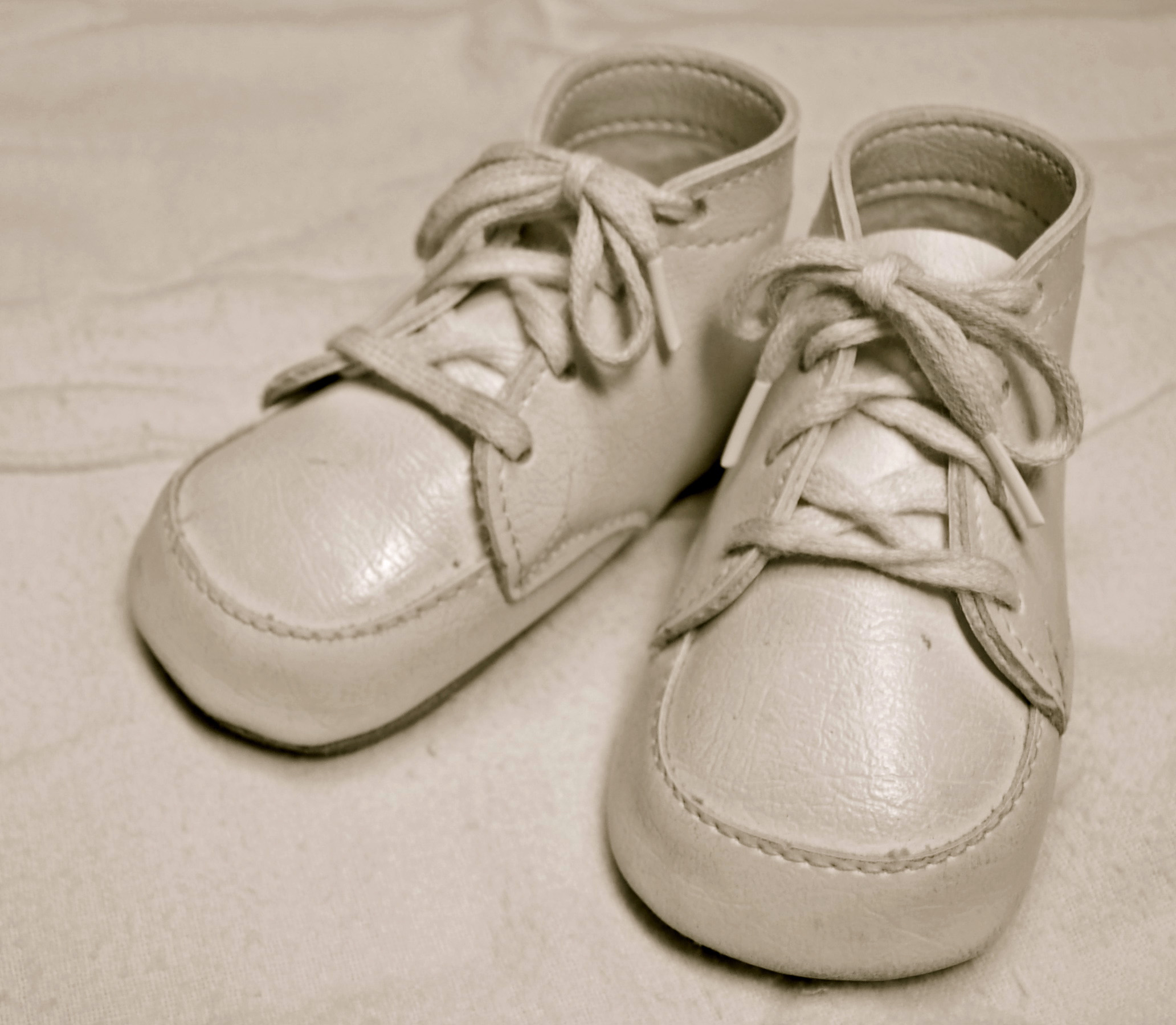

〈“아기 신발 팝니다. 신어 본 적은 없어요〉”(For sale: baby shoes, never worn)는 소위 "6 단어 소설"이라고 불리는 글이다. 이것은 플래시 픽션의 극단적인 사례로 자주 언급된다. 어니스트 헤밍웨이가 썼다는 설이 널리 퍼져 있지만 진위여부는 불분명하다. 정확히는 어니스트 헤밍웨이가 친구들과의 내기에서 사용한 것은 맞지만 그 이전부터 존재했다는 이야기가 전해진다. 뜻은 아기가 유산되었거나, 아기에게 안 좋은 일이 일어났다는 뜻이다.

## 같이 보기
- 빙산 이론
- 미니멀리즘